# 2308 Schilt
Schilt (asteróide 2308) é um asteróide da cintura principal com um diâmetro de 17,54 quilómetros, a 2,1036861 UA. Possui uma excentricidade de 0,1741773 e um período orbital de 1 485,04 dias (4,07 anos).
Schilt tem uma velocidade orbital média de 18,66146237 km/s e uma inclinação de 14,18489º.
Esse asteróide foi descoberto em 6 de Maio de 1967 por Carlos Cesco, Arnold Klemola.